# 藤原高仁
藤原 高仁（ふじわら の たかひと/ たかよし）は、平安時代初期の貴族。藤原南家、中納言・藤原貞嗣の子。官位は従五位下・宮内卿。

## 経歴
天長10年（833年）仁明天皇の即位に伴い従五位下に叙爵。のち、安芸守・相模守等の地方官を歴任した。

## 系譜
- 父：藤原貞嗣
- 母：栄山諸依の娘
- 妻：橘氏
  - 男子：藤原保蔭
- 生母不明
  - 男子：藤原保身
  - 男子：藤原保行